# 오사카부 제12구
오사카부 제12구(大阪府 第12区)는 일본의 중의원 선거구이다. 1994년 공직선거법으로 신설되었다.

## 지역
- 네야가와시
- 다이토시
- 시조나와테시